# Élection présidentielle guatémaltèque de 1910

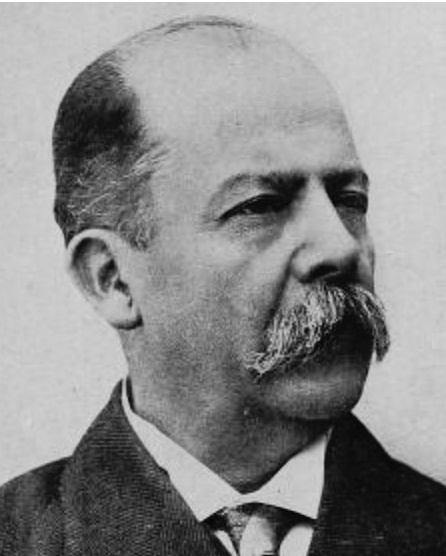
Manuel José Estrada Cabrera

Une élection présidentielle s'est tenue au Guatemala le 11 avril 1910. Manuel Estrada est réélu président ; il assume cette fonction à partir du 15 mars 1911. 

## Résultat
| Candidat                  | Parti                     | Votes   | %   |
| ------------------------- | ------------------------- | ------- | --- |
| Manuel Estrada            | Parti libéral             | 551 145 | 100 |
| Votes blancs et invalides | Votes blancs et invalides |         | -   |
| Total                     | Total                     | 551 145 | 100 |

### Source
- (en) Cet article est partiellement ou en totalité issu de l’article de Wikipédia en anglais intitulé « Guatemalan presidential election, 1910 » (voir la liste des auteurs).